# Осмаев, Адам Асланбекович
Адам Асланбекович Осмаев (чечен. ОсмагӀеран Адам) (род. 2 мая 1981, Грозный, Чечено-Ингушская АССР, РСФСР, СССР) — чеченский и украинский военный деятель, обвиняемый в подготовке покушения на премьер-министра России Владимира Путина в 2012 году, командир батальона имени Джохара Дудаева (со 2 февраля 2015 года). С 2014 года участвует в российско-украинской войне в числе чеченских добровольцев на стороне Украины.

## Биография
Адам Асланбекович Осмаев родился 2 мая 1981 года (по другим данным, 1984 года) в городе Грозном. Его отец Асламбек Осмаев в начале 1990-х годов возглавлял чеченскую нефтепромышленность, в 2001 году к нему обратился Ахмат Кадыров с просьбой возглавить ГУП «Чеченнефтепродукт». Мать Лайла была домохозяйкой. Помимо Адама, у супругов были ещё дети — два сына, Рамзан и Ислам, а также дочь Хава. «Новая газета» писала об Адаме Осмаеве как о выходце из «очень влиятельной семьи горских чеченцев». Его дядя, Амин Осмаев (1948—2021) в 1995 году стал председателем Верховного совета бывшей Чечено-Ингушетии (который был восстановлен в качестве пророссийского временного органа власти Чечни), а затем, с 1996 по 1998 год, был главой Палаты представителей Народного собрания Чеченской Республики (пророссийского органа власти, параллельно с которыми существовал парламент Ичкерии), и по должности входил в 1996—1998 годах в Совет Федерации РФ.
По сведениям «Новой газеты», в 1996 году Осмаевы переехали в Москву, где Адам, используя связи дяди, поступил в Московский государственный институт международных отношений (МГИМО) (сам Амин Осмаев в 2007 году сообщал, что у него «три брата и семь сестёр, у которых 'около 50-60 детей'», поэтому Адама он «едва помнит»). Вместе с тем агентство Интерфакс, ссылаясь на источники в силовых структурах Чеченской республики, сообщало, что Осмаев покинул территорию Чеченской республики «ориентировочно» в 2005 году, «после чего длительное время проживал в Москве». Публиковали СМИ сведения и о брате Адама Рамзане: «Новая газета» отмечала, что он окончил Юридический институт МВД и работал оперативником в отделе внутренних дел «Арбат». По информации издания, в столице братья вели обычный образ жизни для «детей богатых родителей», и «все свободное время проводили в барах и дискотеках».
В 2007 году в прессе публиковались утверждения, согласно которым Осмаев окончил «престижный вуз в Великобритании». Однако в 2012 году СМИ, в частности, газета Коммерсантъ, подтверждая, что с 1999 года Осмаев учился на экономиста в Букингемском университете (The University of Buckingham) в Англии, сообщали, что вуз молодой человек так и не окончил, так как был отчислен за неуспеваемость. Представители университета также подтверждали, что Осмаев в вуз поступил, однако по их сведениям, бросил учёбу в том же 1999 году. Стипендии у Осмаева не было, и он должен был сам платить за учёбу (по сведениям газеты «The Moscow Times», стоимость двух лет обучения на бакалавра в Букингемском университете могла составлять около 50 тысяч долларов). По информации «Коммерсанта», за границей Осмаев посещал мечеть, где, вероятно, и познакомился с другими проживающими в этой стране чеченцами, которые и обучили его минно-взрывному делу. Амин Осмаев высказывал предложение, что его племянник именно в Англии попал под влияние ваххабитов.

### Взрывы в Москве и следствие
В ночь на 9 мая 2007 года Федеральной службе безопасности (ФСБ) удалось предотвратить теракт в Москве. Отмечалось, что в машине ВАЗ-2107, припаркованной на Профсоюзной улице, силовики нашли радиотелефон, автомат Калашникова, 20 кг пластита и «20-литровую канистру с бензином и два компьютерных системных блока, в одном из которых оказалась коробка с металлическими шариками». Летом того же года объектом атаки террористов ФСБ назвала руководителя Чеченской республики Рамзана Кадырова.
В причастности к организации теракта подозревались четверо чеченцев: Лорс (Лорсон) Хамиев, Руслан Мусаев, Умар Батукаев и Осмаев, который, по сведениям «Коммерсанта», в то время работал «топ-менеджером одной из торговых компаний». Организатором несостоявшегося теракта следствие называло «ближайшего сподвижника» чеченского террориста Доку Умарова Чингисхана Гишаева (позывной «Абдул Малик»; был убит в Чечне 19 января 2010 года).
Хамиев был задержан в Грозном за несколько дней до 9 мая, Мусаев и Батукаев были арестованы в Москве непосредственно в День Победы. Осмаев также был задержан, находился под стражей трое суток, однако следователь ФСБ счёл, что тот будет проходить по делу как свидетель, и отпустил Осмаева под подписку о невыезде. «Новая газета» излагала и другую версию: по её сведениям, Осмаев был отпущен «после посещения отцом высокого прокурорского чина». По сведениям СМИ, в дальнейшем, несмотря на подписку о невыезде, Осмаев уехал в Великобританию. Позднее в СМИ была опубликована информация о том, что Осмаев в том же 2007 году был заочно арестован, а позднее объявлен в международный (по другим данным — в федеральный) розыск. В 2009 году Хамиев, признанный виновным в участии в незаконных вооружённых формированиях и подготовке покушения на государственного деятеля, был приговорён к 8 годам заключения, Батукаев получил 5 лет тюрьмы за незаконное хранение оружия и использование подложного документа, а Мусаев был оправдан. После следствия отец Адама отправил его на Украину.

### Подготовка на территории Украины
По сведениям прессы, на Адама Осмаева в Англии вышли «сподручные» Доку Умарова, которые предложили ему организовать новый теракт. Осмаев согласился и по поддельному паспорту приехал на территорию Украины, где некоторое время, по некоторым данным, работал консультантом в украинской торговой фирме и жил в Одессе на съёмной квартире на Тираспольской улице.
Сообщалось, что вместе с Осмаевым подготовкой теракта занимались его приятели — уроженец Чечни Руслан Мадаев (1986 года рождения) и гражданин Казахстана Илья Пьянзин (1984 года рождения). Они обучались минно-взрывному делу, собирая бомбы из материалов, купленных в магазине.
4 января 2012 года у Мадаева в руках взорвалась самодельная маломощная бомба, он погиб. Пьянзин в результате взрыва получил ранения и ожоги. Осмаев повредил руки и ему удалось скрыться. Пожарные вначале решили, что в квартире взорвался газ, однако после того, как были обнаружены детали взрывных устройств, к расследованию подключились сотрудники Службы безопасности Украины (СБУ). Вскоре после взрыва украинские СМИ[какие?] со ссылкой на источники в силовых органах сообщили, что в квартире был найден ноутбук, в памяти которого хранилась «масса экстремистской литературы, карта Одессы, испещрённая пометками», а также фотографии Театра музыкальной комедии и Дворца спорта. Последнее обстоятельство дало оперативникам основание полагать, что террористы планировали взорвать именно эти учреждения. Однако другие оперативники, в том числе начальник уголовного розыска УВД Одесской области Андрей Пинигин, утверждали, что никакого ноутбука найдено не было. Некоторые украинские СМИ[какие?], ссылаясь на источники в МВД, вообще сообщали, что в квартире жили наёмные убийцы, которые готовили покушение на одного из крупных одесских предпринимателей, а информация о подготовке теракта — «утка». Таким образом силовики хотели изобразить, что следствие пошло по ложному следу.

### Следствие
В 2012 году, по информации «Лента.ру», Пьянзин пошёл на сотрудничество со следствием и рассказал, что вместе с Мадаевым они приехали в Одессу из Объединённых Арабских Эмиратов «с чёткими инструкциями от представителей Доку Умарова», Осмаев же готовил их для ведения диверсионной деятельности. По информации «Первого канала», в своих показаниях Пьянзин сообщил, что в планах у него и его сообщников было совершение теракта — покушения на премьер-министра и кандидата в президенты России на выборах 2012 года Владимира Путина.
4 февраля 2012 года Адам Осмаев вместе с отцом был задержан подразделениями «Альфа» СБУ и ФСБ (всего в операции участвовало около 100 человек) на съёмной квартире на Базарной улице в Одессе. Отмечалось, что их удалось найти благодаря звонку Осмаева по мобильному телефону из Одессы в Кабардино-Балкарию, который отследили спецслужбы. При этом 6 февраля пресс-служба СБУ официально сообщала, что Адам Осмаев был задержан с двумя сообщниками. По сведениям украинских СМИ, задержанный Асланбек Осмаев также находился в розыске в России «за вооружённые налёты и подготовку к терактам». Однако, по другим данным, он просто приезжал навестить сына и «к делам Адама» отношения не имел, поэтому вскоре был освобождён.
По информации «Первого канала», Осмаев также пошёл на сотрудничество со следствием (отмечалось, что давать показания он согласился в надежде на то, что его будут судить на Украине, а не в России). Подозреваемый сообщил, что занимался вербовкой будущих боевиков, при помощи которых планировалось осуществлять теракты в России. Одной из целей атак террористов Осмаев называл Путина, покушение на которого, по его словам, планировалось осуществить вскоре после президентских выборов. Сообщалось, что намерение террористов подорвать кортеж Путина подтверждалось найденной в ноутбуке Осмаева видеосъёмкой проезда по Москве машин спецсопровождения премьера. По сведениям «Первого канала», Осмаев также рассказал, что часть взрывчатки, необходимой для проведения террористической акции, уже находилась в России — ещё в 2007 году он с другими участниками несостоявшегося покушения на Рамзана Кадырова закопал её у железной дороги, по которой ходит аэроэкспресс в аэропорт Внуково. Сотрудникам ФСБ удалось найти в указанном месте бочку с селитрой и детонаторы. Осмаев заявлял «Первому каналу», что осуществить теракт он планировал при помощи противобортной кумулятивной мины.
21 марта 2012 года в прессе появилась информация, что СБУ предъявила Осмаеву и Пьянзину обвинения. Если сначала правоохранительными органами в Одессе им вменялась только статья 263 Уголовного кодекса Украины (незаконное обращение с оружием и взрывчатыми веществами), то после передачи дела в Киев для расследования главным следственным управлением СБУ к этой статье добавились часть 1 статьи 258-3 УК (создание террористической группы или террористической организации), а также часть 2 статьи 258 УК (террористический акт). При этом следствие полагало, что целью террористической группы было «физическое устранение первых лиц» Российской Федерации, а также дестабилизация обстановки в этой стране.
9 апреля 2012 года решением Лефортовского суда Москвы Осмаев и Пьянзин были заочно арестованы на два месяца в России. Им инкриминировались часть 2 статьи 209 (участие в устойчивой вооружённой группе), часть 1 статьи 30 и статьи 277 (покушение на жизнь государственного деятеля), а также по часть 3 статьи 223 (незаконное изготовление оружия) и часть 3 статьи 222 (незаконное хранение оружия) УК РФ. Сообщалось, что по этим статьям им грозило до 20 лет лишения свободы.
14 августа 2012 года апелляционный суд Одесской области принял окончательное решение об экстрадиции Осмаева в Россию. Однако спустя неделю этот процесс был приостановлен из-за запрета Европейского суда по правам человека, который удовлетворил ходатайство адвокатов, утверждавших, что в России Осмаев может быть подвергнут пыткам и указавших на ряд нарушений при расследовании его дела на Украине. При этом жалобу адвокатов Пьянзина ЕСПЧ рассмотреть не успел, и уже 25 августа он был передан на границе российским спецслужбам и отправлен в Москву: в 2013 году он был приговорён российским судом к 10 годам лишения свободы.
27 февраля 2012 года «Первый канал» показал телевизионный сюжет о пресечении покушения Осмаева с сообщниками на жизнь Путина, который вызвал неоднозначную реакцию в обществе. Многие российские политологи отмечали, что он появился за неделю до президентских выборов не случайно, видели в этом «чьё-то рвение и желание выслужиться перед будущим президентом», а некоторые даже подвергли сомнению факт подготовки теракта: так, политтехнолог Марат Гельман назвал его «своего рода подарком» российскому премьеру от президента Украины Виктора Януковича, который сам «будет нуждаться в поддержке Путина, когда у него будут выборы». В то же время пресс-секретарь Путина Дмитрий Песков информацию о готовившемся теракте подтвердил, а пресс-служба «Первого канала» назвала «психически нездоровыми» людей, которые связали появление сюжета об Осмаеве и его сообщниках с выборами.
В СМИ упоминался и тёзка Адама Осмаева. Так, в июне 2005 года в прессе писали о задержании в Ачхой-Мартановском районе Чечни некоего участника бандформирования Адама Осмаева, который входил в группу Адама Дадаева и от него получил задание совершить теракт. В дальнейшем сведений о том, что произошло с упомянутым Осмаевым, не публиковалось (Дадаев в июне 2007 года был убит). Между тем в 2011 году в «Перечне организаций и физических лиц, в отношении которых имеются сведения об их причастности к экстремистской деятельности или терроризму», опубликованном в «Российской газете», фигурировал уроженец Ачхой-Мартановского района Чечни Осмаев Адам Жамалайлович, 1978 года рождения.

## Семья
На момент ареста гражданской женой Осмаева являлась проживавшая в Одессе Амина Окуева, представляла его интересы в суде, по образованию врач-хирург. Убита в результате вооружённого нападения в 2017 году.

## Освобождение
24 марта 2014 года жена Адама Осмаева потребовала у новых украинских властей его реабилитации. Письма с соответствующими просьбами Амина Окуева направила в Верховную раду, Генпрокуратуру и Службу безопасности Украины. Она просила признать её мужа политзаключённым, освободить его из-под стражи и реабилитировать.
С подобными заявлениями супруга обвиняемого обращалась в эти ведомства и раньше, однако только теперь, по её мнению, появился шанс на рассмотрение и удовлетворение этих обращений. Надежды Окуевой были связаны с произошедшей в феврале сменой власти на Украине, в результате которой эти ведомства возглавили бывшие оппозиционеры.
18 ноября 2014 года Приморский районный суд Одессы отпустил на свободу Адама Осмаева. Суд признал его виновным в незаконном обращении со взрывчатыми веществами, неосторожном уничтожении чужого имущества и пересечении границы по подложному документу. Осмаева приговорили к 2 годам 9 месяцам 14 дням заключения, однако, он уже отбыл этот срок в следственном изоляторе, поэтому его освободили. Ранее из заключения по обвиняемому в покушении на Путина Осмаеву были исключены «террористические» статьи.

## Обвинения в убийстве Бориса Немцова
13 марта 2015 года в «Комсомольской правде» появились сообщения о якобы участии Адама Осмаева в организации убийства Бориса Немцова. От лица «сотрудника ФСБ» утверждалось, что Осмаев поддерживал связь с исполнителем убийства — Зауром Дадаевым. Позже Рамзан Кадыров повторил эту версию в интервью «Интерфаксу». 14 июня 2016 года немецкий журналист Вильгельм Дитль, ранее работавший в разведке Германии, выпустил 30-страничный доклад, где рассмотрел несколько популярных версий убийства Бориса Немцова и пришёл к выводу, что версия об участии Адама Осмаева в связке с некоторыми «ястребами» из Службы безопасности Украины для «организации русского Майдана» является наиболее вероятной.
Сам Осмаев неоднократно отрицал свою причастность к убийству и называл «источником дезинформации» Рамзана Кадырова. При этом Артур Денисултанов утверждал, что к убийству причастны некие люди, с которыми контактировали и Амина Окуева, и Адам Осмаев.

## Покушение
1 июня 2017 года на Адама Осмаева было совершено покушение. Человек, выдававший себя за французского журналиста, договорился о встрече с Осмаевым и Окуевой и интервью в Киеве на Кирилловской улице. По словам Осмаева и Окуевой, он достал пистолет Glock и выстрелил в Осмаева. После этого Амина четырежды выстрелила из наградного пистолета ПМ в нападавшего и ранила его. Оба пострадавших с тяжёлыми огнестрельными ранениями были доставлены в больницу. Нападавший при себе имел документы на имя гражданина Украины Дакара Александра Венусовича, но был позже опознан как Артур Абдулаевич Денисултанов (Курмакаев), подозреваемый в причастности к убийству Умара Исраилова, личного охранника президента Чечни Рамзана Кадырова.
Денисултанов отрицал обвинения как в убийстве Исраилова, так и в покушении на Окуеву и Осмаева. Он давал два интервью, приводя две разные версии: в 2017 году он утверждал, что хотел от имени французского журналиста Алекса Вернера взять интервью у Окуевой и Осмаева о чеченской диаспоре, о которой собирался писать книгу, а когда ему Осмаев показал коробку с пистолетом Glock, то взял оружие и случайно выстрелил. После этого Окуева и Осмаев, будучи в истерическом состоянии, начали стрелять в Денисултанова, сделав в него всего 14 выстрелов. Денисултанов уверял, что пришёл на встречу без оружия.
29 декабря 2019 года Денисултанов был освобождён из-под стражи и передан представителям ДНР в рамках процедуры обмена пленными, а 2 января 2020 года в интервью изданию «Страна.ua» заявил, что история про французского журналиста была ложью и он просто хотел выяснить, куда делась сумма в 2,7 млн долларов США, которая шла через Украину из России на запад. По его словам, деньги конвертировались за минимальный процент, который оставлялся для волонтёрской деятельности фондов, которые курировали люди главы МВД Украины Арсена Авакова. Гарантом операций была Окуева, однако деньги пропали по неизвестной причине. Изначально Денисултанов решил под легендой французского журналиста узнать подробнее о финансовой схеме от Окуевой и организовал с ней две встречи в гостинице «Лыбидь» и третью встречу в одном из киевских ресторанов, обещав перевезти Осмаева во Францию и даже выплатить 30 тысяч долларов Окуевой за интервью во Франции. Однако на четвёртой встрече 1 июня на Подоле с Осмаевым и Окуевой Денисултанов потерял самообладание и затеял перепалку с Осмаевым, перейдя на чеченский язык и обвинив его во лжи: тот якобы хвастался, что обладает колоссальным влиянием. Оба осознали, что это подстава, и выстрелили несколько раз в Денисултанова. По его словам, жизнь ему спасло только то, что Осмаев стрелял из переделанного травматического оружия, которое давало осечки.

## Второе покушение
Следующее покушение произошло 30 октября 2017 года. Автомобиль Осмаева и Окуевой был расстрелян из засады у железнодорожного переезда в посёлке Глеваха Васильковского района Киевской области. Сам Осмаев был ранен, но остался жив. Амина Окуева была убита попаданием в голову. Адам Осмаев считает случившееся покушением на них обоих и продолжением покушения на депутата Игоря Мосийчука. Этой версии придерживается и сам Мосийчук, а также политический деятель ЧРИ в эмиграции Ахмед Закаев. Артур Денисултанов утверждал, что убийство Окуевой спланировал Сергей «Боцман» Коротких, бывший боец полка «Азов», поскольку Окуева знала слишком многое о его незаконной деятельности.